# Association Sportive Beauvais Oise
O Association Sportive Beauvais Oise é um clube de futebol francês. Sua sede fica na cidade de Beauvais, no departamento da Picardia (ao norte da região de Paris).
Seu estádio é o Pierre Brisson, com capacidade para 10 178 espectadores. As cores oficiais são vermelho e branco.

## História
O clube foi fundado em 1945 como AS Beauvais-Marissel, resultado da fusão entre Véloce Club Beauvaisien e Union Sportive de Voisinlieu. Mantinha estatuto amador até 1986, quando passou a ser uma equipe profissional de futebol. O Beauvais possuiu esse direito até 2004, quando voltou a ser uma agremiação amadora.

## Histórico

### Classificações
|           | I | II | III | IV | V | VI | Pts     | J  | V  | E  | D  | G.M. | G.S. | Diff. |
| 2008-2009 |   |    | 10  |    |   |    | 47 pts  | 38 | 12 | 11 | 15 | 47   | 50   | -3    |
| 2007-2008 |   |    | 9   |    |   |    | 51 pts  | 38 | 13 | 12 | 13 | 44   | 44   | 0     |
| 2006-2007 |   |    | 9   |    |   |    | 50 pts  | 38 | 14 | 8  | 16 | 50   | 53   | -3    |
| 2005-2006 |   |    |     | 1  |   |    | 102 pts | 34 | 20 | 8  | 6  | 67   | 33   | +34   |
| 2004-2005 |   |    |     | 3  |   |    | 97 pts  | 34 | 18 | 9  | 7  | 53   | 24   | +29   |
| 2003-2004 |   |    | 20  |    |   |    | 35 pts  | 38 | 8  | 11 | 19 | 33   | 45   | -12   |
| 2002-2003 |   | 18 |     |    |   |    | 37 pts  | 38 | 9  | 10 | 19 | 20   | 32   | -12   |
| 2001-2002 |   | 7  |     |    |   |    | 57 pts  | 38 | 13 | 18 | 7  | 37   | 25   | +12   |
| 2000-2001 |   | 11 |     |    |   |    | 47 pts  | 38 | 11 | 14 | 13 | 38   | 42   | -4    |
| 1999-2000 |   |    | 1   |    |   |    | 73 pts  | 38 | 21 | 10 | 7  | 51   | 29   | +22   |
| 1998-1999 |   | 20 |     |    |   |    | 38 pts  | 38 | 10 | 8  | 20 | 43   | 67   | -24   |
| 1997-1998 |   | 16 |     |    |   |    | 51 pts  | 42 | 11 | 18 | 13 | 40   | 47   | -7    |